# Karl Mays Werke

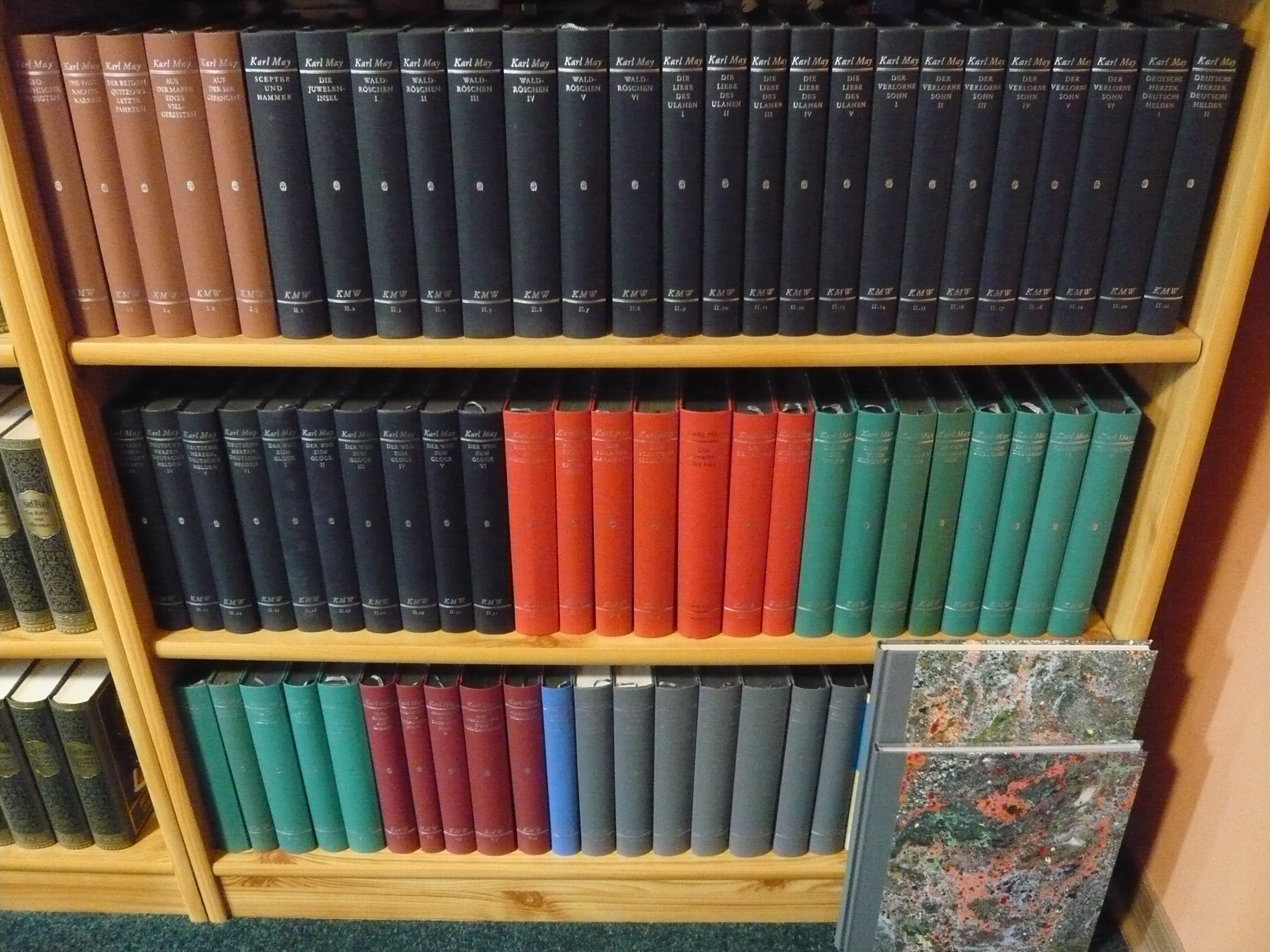
Karl Mays Werke: Historisch-kritische Ausgabe

Karl Mays Werke, die Historisch-kritische Ausgabe für die Karl-May-Stiftung, kurz HKA, erscheinen seit 1987. Neben zitierfähigen Texten werden in den „Editorischen Berichten“, die sich am Ende eines Bandes bzw. bei einigen Mehrteilern im letzten Band befinden, die Entstehungsgeschichte und Varianten geboten. Damit besteht eine für die Forschung notwendige Ausgabe von Karl Mays Texten.

## Editionsgeschichte
Ursprünglich war die historisch-kritische Ausgabe auf 99 Bände konzipiert und wurde von Hermann Wiedenroth und Hans Wollschläger von 1987 bis 1988 im Greno Verlag, Nördlingen herausgegeben. Nach einem Wechsel 1990–1992 zu Haffmans Verlag, Zürich erschienen die Bände ab 1993 im Selbstverlag von Hermann Wiedenroth im Bücherhaus, Bargfeld. 1998 schied Hans Wollschläger als Mitherausgeber aus. Bis 2007 waren 55 Bände erschienen.
Mit Vertragsunterzeichnung am 29. Mai 2007 erfolgte die nächste Neuerung: Die Herausgabe übernimmt die Karl-May-Gesellschaft mit Joachim Biermann als geschäftsführendem Herausgeber und der Karl-May-Verlag stellt die Bücher her, welche die Karl-May-Stiftung bzw. das Karl-May-Museum vertreiben. Zudem erfolgte eine Änderung des Editionsplans und fortan sollte der Editorische Bericht bei mehrteiligen Werken am Ende jedes einzelnen statt des letzten Bandes erscheinen. Der erste Band aus dieser Zusammenarbeit erschien 2008.
Die Bearbeiter der „Editorischen Berichte“ stehen häufig vor dem Problem fehlender oder unvollständiger Texte. Lange Zeit konnten die Manuskripte des Karl-May-Verlags nicht verwendet werden. Zudem sind (noch) Teile von Erstdrucken oder späteren Auflagen verschollen, sodass immer wieder Aufrufe erfolgen, in denen Besitzer von May-Texten gebeten werden, diese zur Verfügung zu stellen.
Auf Grundlage der HKA-Texte brachte der Haffmans Verlag mehrere Taschenbuch-Ausgaben heraus. Unter dessen Lizenz erschienen 1992 im Parkland Verlag, Stuttgart Karl Mays Hauptwerke als „Züricher Ausgabe“ bzw. bei Haffmans selbst 1996 als „Zürcher Ausgabe“.  Als Band 77 der Digitalen Bibliothek erschienen die Texte auf CD-ROM.

## Editionsplan
Im aktuellen Editionsplan sind mehr als 109 Bände in Planung, die in neun Abteilungen sowie Supplemente gegliedert sind. Davon wurden 74 Bände realisiert (Stand: Oktober 2022), wobei die Abteilungen II und III vollständig vorliegen. Gemäß dem ursprünglichen Editionskonzept sind in den Erstauflagen der Bände IV.1–IV.5 und IV.12–IV.13 keine Editorischen Berichte enthalten; diese wurden bzw. werden erst in der 2. Auflage ergänzt.
- Abteilung I: Frühwerk

  1. Geographische Predigten: Frühe Aufsätze, Gedichte und Rätsel
  2. Das Buch der Liebe
  3. Die Fastnachtsnarren: Humoresken
  4. Der beiden Quitzows letzte Fahrten: Historischer Roman
  5. Die Rose von Ernstthal: Erzgebirgische Dorfgeschichten
  6. Pandur und Grenadier: Humoresken um den Alten Dessauer (d. i. Leopold I., Fürst von Anhalt-Dessau)
  7. Ein Fürst des Schwindels: Frühe Erzählungen aus Europa
  8. Aus der Mappe eines Vielgereisten: Abenteuererzählungen I
  9. Auf der See gefangen: Abenteuererzählungen II
10. Der Waldläufer: Roman von Gabriel Ferry. Für die Jugend bearbeitet von Carl May
- Abteilung II: Fortsetzungsromane

  1. Scepter und Hammer
  2. Die Juweleninsel
  3. Waldröschen I
  4. Waldröschen II
  5. Waldröschen III
  6. Waldröschen IV
  7. Waldröschen V
  8. Waldröschen VI
  9. Die Liebe des Ulanen I
10. Die Liebe des Ulanen II
11. Die Liebe des Ulanen III
12. Die Liebe des Ulanen IV
13. Die Liebe des Ulanen V
14. Der verlorne Sohn I
15. Der verlorne Sohn II
16. Der verlorne Sohn III
17. Der verlorne Sohn IV
18. Der verlorne Sohn V
19. Der verlorne Sohn VI
20. Deutsche Herzen, deutsche Helden I
21. Deutsche Herzen, deutsche Helden II
22. Deutsche Herzen, deutsche Helden III
23. Deutsche Herzen, deutsche Helden IV
24. Deutsche Herzen, deutsche Helden V
25. Deutsche Herzen, deutsche Helden VI
26. Der Weg zum Glück I
27. Der Weg zum Glück II
28. Der Weg zum Glück III
29. Der Weg zum Glück IV
30. Der Weg zum Glück V
31. Der Weg zum Glück VI
- Abteilung III: Erzählungen für die Jugend

  1. Der Sohn des Bärenjägers: Zwei Erzählungen
  2. Kong-kheou, das Ehrenwort
  3. Die Sklavenkarawane
  4. Der Schatz im Silbersee
  5. Das Vermächtnis des Inka
  6. Der Ölprinz
  7. Der schwarze Mustang: Erzählungen und Texte für die Jugend
- Abteilung IV: Reiseerzählungen

  1. Durch die Wüste
  2. Durchs wilde Kurdistan
  3. Von Bagdad nach Stambul
  4. In den Schluchten des Balkan
  5. Durch das Land der Skipetaren
  6. Der Schut
  7. Am Rio de la Plata
  8. In den Cordilleren
  9. Im Lande des Mahdi I
10. Im Lande des Mahdi II
11. Im Lande des Mahdi III
12. Winnetou I
13. Winnetou II
14. Winnetou III
15. Satan und Ischariot I
16. Satan und Ischariot II
17. Satan und Ischariot III
18. Old Surehand I
19. Old Surehand II
20. Old Surehand III
21.  »Weihnacht!«
22. Im Reiche des silbernen Löwen I
23. Im Reiche des silbernen Löwen II
24. Orangen und Datteln: Kleinere Reiseerzählungen
25. Am Stillen Ocean: Kleinere Reiseerzählungen
26. Auf fremden Pfaden: Kleinere Reiseerzählungen
27. Im »wilden Westen« Nordamerika’s: Reise- und andere Erzählungen aus Amerika
28. Die Rose von Kaïrwan: Erzählungen und Aufsätze
- Abteilung V: Spätwerk

  1. Am Jenseits: Reiseerzählung
  2. Und Friede auf Erden!: Reiseerzählung
  3. Im Reiche des silbernen Löwen III: Reiseerzählung
  4. Im Reiche des silbernen Löwen IV: Reiseerzählung
  5. Ardistan und Dschinnistan I: Reiseerzählung
  6. Ardistan und Dschinnistan II: Reiseerzählung
  7. Winnetou IV: Reiseerzählung
  8. Abdahn Effendi: Erzählungen und Aufsätze
  9. Erzgebirgische Dorfgeschichten: enthält auch Texte aus dem Frühwerk
10. Himmelsgedanken: Gedichte und Aphorismen
11. Babel und Bibel: Drama und andere Theatertexte
- Abteilung VI: Autobiographische Schriften

  1. Mein Leben und Streben: Autobiografie und andere Selbstdarstellungen
  2. Ein Schundverlag und seine Helfershelfer: Streitschriften
  3. An Schöffengericht und Strafkammer I: Prozess-Schriften
  4. An Schöffengericht und Strafkammer II: Prozess-Schriften
- Abteilung VII: Vermischte und nachgelassene Schriften

  1. Repertorium C. May: Fragmente, Skizzen, redaktionelle Arbeiten und Kurztexte
  2. Weihnachtsabend und andere Gedichte
  3. Ave Maria: Kompositionen und Gedichte
  4. Empor ins Reich der Edelmenschen!: Vorträge, letzte Äußerungen und Manuskripte aus dem Nachlass
- Abteilung VIII: Briefe

  1.–5. gesamter Briefwechsel
  6. Leseralbum (2 Bände)
- Abteilung IX: Materialien

  1. Hermann Wohlgschaft: Karl May – Leben und Werk (3 Bände): Biografie
  2. Karl Mays Bibliothek (2 Bände): Bibliothekskatalog, Nachweis von Eintragungen und Anstreichungen Mays in einzelnen Bänden
  3.ff. Gesamt-Bibliographie, Gesamt-Editionsbericht, Generalregister und weitere Materialien
- Supplemente

  1. Die »Rettung« des Herrn Cardauns: Faksimile der Handschrift und des Erstdrucks
  2. Katalog der Bibliothek: Faksimile der Handschrift